# Giro dell'Emilia 1954
Il Giro dell'Emilia 1954, trentottesima edizione della corsa, si svolse il 27 giugno 1954 su un percorso di 252 km. La vittoria fu appannaggio dell'italiano Nino Defilippis, che completò il percorso in 7h03'07", precedendo i connazionali Rino Benedetti e Michele Gismondi.
I corridori che tagliarono il traguardo di Bologna furono 49.

## Ordine d'arrivo (Top 10)
| Pos. | Corridore        | Squadra         | Tempo     |
| ---- | ---------------- | --------------- | --------- |
| 1    | Nino Defilippis  | Torpado         | 7h03'07"' |
| 2    | Rino Benedetti   | Legnano         | s.t.      |
| 3    | Michele Gismondi | Bianchi-Pirelli | s.t.      |
| 4    | Agostino Coletto | Nivea-Fuchs     | s.t.      |
| 5    | Gastone Nencini  | Legnano         | a 10"     |
| 6    | Giuseppe Minardi | Legnano         | a 1'49"   |
| 7    | Giorgio Albani   | Legnano         | s.t.      |
| 8    | Fiorenzo Magni   | Atala-Pirelli   | s.t.      |
| 9    | Gino Bartali     | Nivea-Fuchs     | s.t.      |
| 10   | Bruno Monti      | Arbos           | s.t.      |